# Espectrometria de massa de razões isotópicas
Espectrometria de massa de razões isotópica (abreviada na literatura em inglês como IRMS de isotope-ratio mass spectrometry) é uma especialização da espectrometria de massa, em que métodos espectrométricos de massa são usados para medir a abundância relativa de isótopos em uma dada amostra.
Esta técnica tem duas aplicações diferentes nas ciências da terra e ambientais. A análise de 'isótopos estáveis' está normalmente preocupado com a medição de variações isotópicas decorrentes de fracionamento de isótopos dependentes de massa em sistemas naturais. Por outro lado, análise isotópica radiogênica envolve a medição da abundância de produtos de decaimento da radioatividade natural e é usado na maioria dos métodos de datação radiométrica de longa duração.